# Lady Dorma
Lady Dorma es un personaje que aparece en los cómics estadounidenses publicados por Marvel Comics. Apareció por primera vez cuando Marvel era conocida como Timely Comics.
Una nativa del reino submarino de Atlantis, el personaje es la prima de Namor y su más cercana confidente en las múltiples apariciones en la década de 1940, fue recuperada en las décadas de 1960 y 1970 como amante y prometida de Namor antes de que se produjera su muerte.

## Publicación
Dorma hizo su primera aparición con un cameo en 1939 en el esbozo para un cómic llamado Motion Picture Funnies Weekly, producido por Funnies, Inc. Las ocho únicas copias conocidas para mandar a los editores fueron descubiertas en la finca del editor muerto en 1974. Cuando desapareció esto, Bill Everett usó el personaje para Marvel Comics #1, el primer cómic de Funnies, Inc. client Timely Comics, predecesor de Marvel. La última página de la inédita historia de ocho páginas de Namor incluía un "Continued Next Week" en la que aparecía en una historia de doce páginas. La primera aparición continuada de Dorma fue en Marvel Comics #1.
Su primera aparición en la Silver Age fue en Fantastic Four Annual #1.
Lady Dorma era la amada de Namor, Príncipe de la Atlántida. En Sub-Mariner # 36 (abril de 1971), Namor se casó con Dorma, y descubrió que la mujer con la que se casó era en realidad su enemiga disfrazada Llyra, quien asesinó a la verdadera Dorma al llevar a la novia a la superficie y hacer que se asfixiara. en el aire libre. El escritor Roy Thomas dijo que decidió acabar con Lady Dorma porque "sentía que Sub-Mariner debería ser un lobo solitario, y no le gustaba la idea de tener un hogar tan estable, una situación de Lois Lane."

## Biografía ficticia del personaje
Dorma, una aristócrata Atlante, fue una gran amiga de Namor durante su infancia. Se enamoró de él cuando crecieron, pero Namor estaba enamorado de la habitante de la superficie Betty Dean, una policía. Cuando el enemigo de Namor Paul Destine, armado por la Corona Serpiente, destruyó Atlantis y dejó a Namor en un estado de amnesia y vagabundeo, Dorma y los otros Atlantes se volvieron nómadas. Dorma creyó que Destine había matado a Namor y se le rompió el corazón.
Años después, la Antorcha Humana de los Cuatro Fantásticos le recuperó la memoria a Namor y volvió a Atlantis. Viéndola en ruinas, atacó el mundo de la superficie, pero se enamoró de Susan Storm, la Mujer Invisible. Con la ayuda de los cuatro fantásticos, Namor encontró a los Atlantes supervivientes y volvieron a Atlantis. Dorma estaba comprometida con Warlord Krang, pero lo dejó por Namor. Cuando descubrió que Namor estaba enamorado de Susan Storm, intentó matarla y casi lo consigue. Sue fue echa prisionera y fue atada con sus manos a la espalda. Lady Dorma rompió el muro de cristal de Atlantis diciendo, "déjanos ver si la chica de la superficie puede respirar agua". Sue intentó hacer un fútil intento de alcanzar la superficie, pero con los brazos atados, apenas podía nadar y desamparadamente quedó atrapada en un campo de kelp en el fondo del océano. Casi sin aire, Namor la encontró, la salvó y la llevó a un hospital. Sus acciones hicieron que Dorma y otros Atlantes se enfadaran y vieran a los habitantes de la superficie como enemigos y por esto abandonaron a Namor.
Namor retornaría al trono de Atlantis. Krang se convirtió en un enemigo de Namor e intentó matarlo y usurpar el trono, pero Dorma ayudó a Namor a derrotar a Krang. Namor y Dorma se convirtieron en amantes y se convirtió en uno de los asesores y aliada más confiable.
Dorma estaba comprometida en matrimonio con Namor cuando fue secuestrada por Llyra, quien asumió su identidad y engañó a Namor para que se casara con ella, pero de acuerdo con la ley Atlante, Dorma era la esposa de Namor, no Llyra,a pesar de la ausencia de ella en la ceremonia. Furiosa, Llyra huyó al mundo de la superficie, seguida por un Namor igual de enfadado. Llyra volvió a donde tenía a Dorma encarcelada y rompió la cárcel llena de agua donde estaba. Incapaz de respirar aire fuera del agua, Dorma se ahogaba, pero no antes de que fuera abatida por Llyra y no pudiera ser salvada por su marido.

## Otras Versiones

### Heroes Reborn
En la replica de la tierra donde se desarrolló el arco argumental de Heroes Reborn, una contraparte de Dorma existió y fue reina de los Atlantes. En contraste con la elegante aristócrata que era en la tierra original, esta versión alternativa era una fiera guerrera.

### Civil War: House of M
Lady Dorma aparece en esta serie como Reina de Atlantis.

## Otros medios

### Televisión
- Lady Dorma aparece muy poco en The Marvel Super Heroes, con la voz de Peg Dixon.
- Una diferente encarnación de Lady Dorma aparece en el episodio de los Cuatro Fantásticos "Danger in the Depths", con la voz de Janet Waldo. Esta encarnación de Lady Dorma proviene de la ciudad acuática de Pacifica ya que Grantray-Lawrence Animation tenía los derechos de Namor en ese momento.[cita requerida] Ella llega para ayudar a los cuatro fantásticos cuando Attuma ataca Pacifica.
- Lady Dorma aparece en el episodio de los Cuatro Fantásticos de 1994 "Now Comes the Sub-Mariner", con la voz de Jane Carr. Aquí se la retrata como la novia potencial de Namor que también es perseguida por su consejero Krang. Sus celos por el enamoramiento de Namor por una Susan Richards capturada no se mezclan bien con su temor de que Namor pueda traicionar a Atlantis por ella. Más tarde es gravemente herida protegiendo a Namor, quien está devastada por su aparente muerte, pero finalmente es salvada por Reed Richards.[7]